# アケボノシュスラン
アケボノシュスラン（曙繻子蘭、学名：Goodyera foliosa var. laevis ）は、ラン科シュスラン属の多年草。ツユクサシュスラン（学名：Goodyera foliosa ）を分類上の基本種とする変種。

## 特徴
地生の常緑の多年草で、根もと近くが越冬する。茎の下部は地表をやや長くはい、上部が斜上して、高さは5-10cmになる。地上をはう茎には節ごとに1根をだす。葉は4-5個が互生し、卵状楕円形でやや多肉質となり、長さ2-4cm、幅1-2cm、先端は鋭頭、基部は左右不相称の広いくさび形から鈍形になり、長さ約1.5cmになる葉柄に続く。葉に班がなく、縁にしわがあり波立つ。花茎を除き、全体に無毛である。
花期は8-9月。花序は直立し、3-7個の淡紅紫色の花をやや偏ってつける。苞は披針形で、長さ10-15mmになり、縁にやや硬い突起状の毛がある。背萼片は長さ8-10mmの狭卵形で、先端は鈍頭。側花弁は広倒披針形で、背萼片に合着する。唇弁は基部が胞状にふくらみ、萼片と同長。蕊柱は高さ5mm、葯は卵形で淡黄色になる。
アケボノシュスラン（曙繻子蘭）の和名の由来は、葉の色と感じを織物の繻子にたとえた同属のシュスランに似、花の色を明け方の空の色、曙に見立てたもの。

## 分布と生育環境
日本では、北海道、本州、四国、九州、奄美大島に分布し、山地の落葉樹林下に生育する。国外では、南千島、朝鮮に分布する。

## ギャラリー
- 花。色は曙色。
- 葉の基部と茎のようす。
- 茎の下部が地表をはい、葉の縁は波立つ。

## 分類
- ツユクサシュスラン Goodyera foliosa (Lindl.) Benth. ex C.B.Clarke - 分類上の基本種。アケボノシュスランに似るが、全体に大型で茎は高さ10-30cmになる。五島列島、天草諸島、甑島列島、九州南部、屋久島、奄美大島、琉球に分布する[3][6]。
- シロバナアケボノシュスラン Goodyera foliosa (Lindl.) Benth. ex C.B.Clarke var. laevis Finet f. albiflora N.Yonez. - 白花品種